# Nikolaus Széchényi

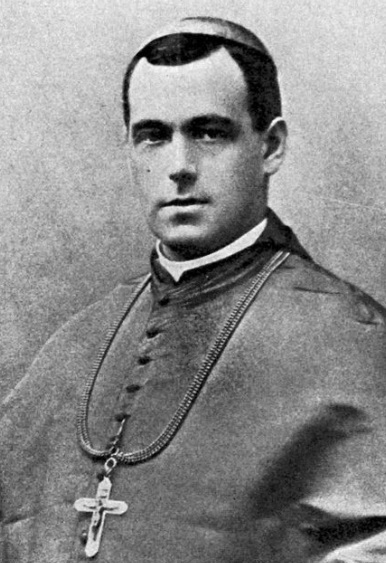
Nikolaus Széchényi

Nikolaus Graf Széchényi von Sárvár-Felsővidék (ungarisch Sárvári és felsővidéki gróf Széchényi Miklós, * 6. Januar 1868 in Sopron (Ödenburg); † 1. Dezember 1923 in Budapest) war ein ungarischer römisch-katholischer Geistlicher und Bischof von Győr (Raab) und Oradea Mare (Nagyvárad, Großwardein).

## Leben

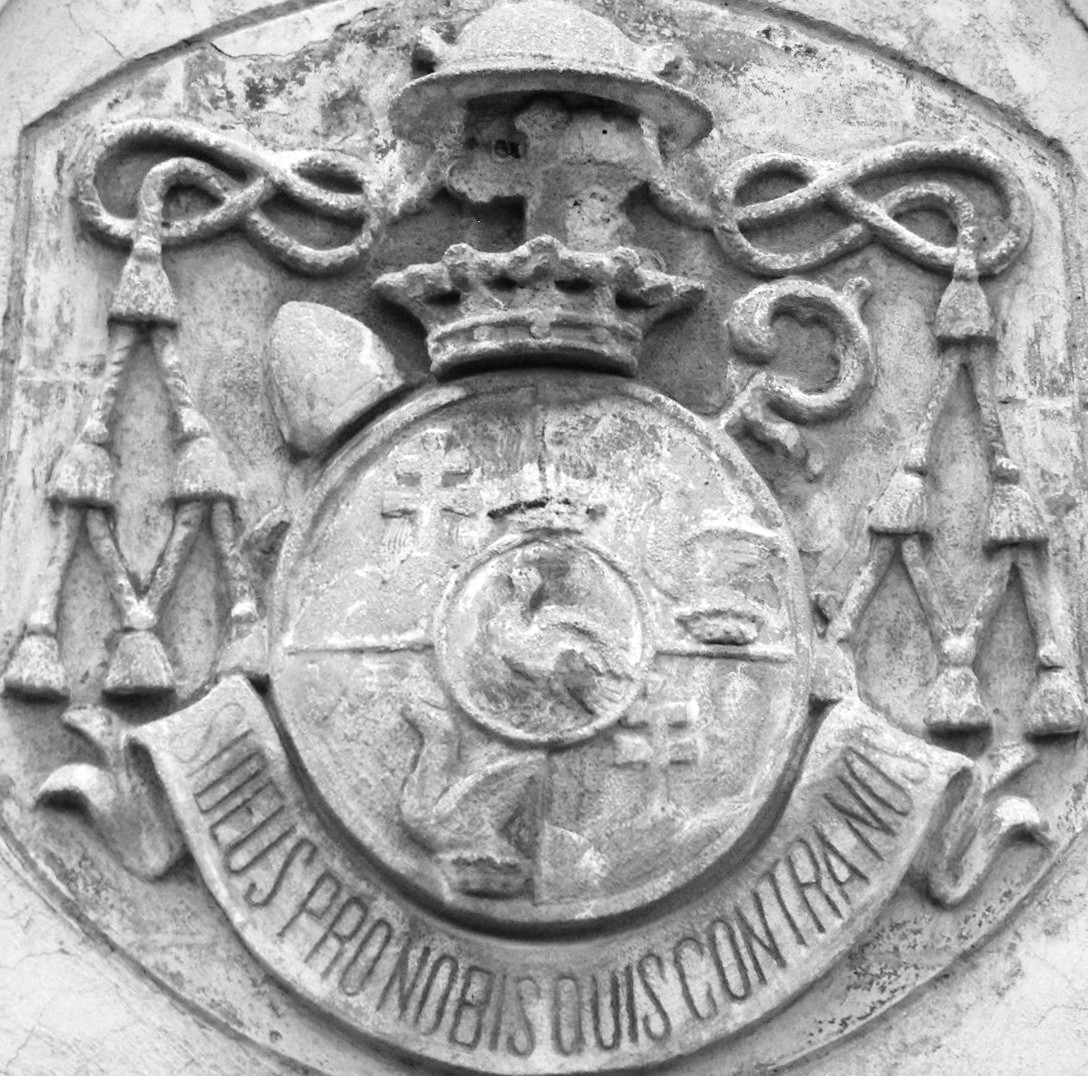
Bischöfliches Wappen Széchényis am von ihm erbauten Seminargebäude in Győr mit dem Wahlspruch Si Deus pro nobis quis contra nos („Ist Gott für uns, wer gegen uns?“;)

Miklós Széchényi entstammte der gräflichen Familie Széchényi mit dem Stammsitz Schloss Széchenyi. Er besuchte Gymnasien in Szombathely (Steinamanger), Sopron und Győr und studierte Theologie am Priesterseminar in Győr. 1890 empfing er die Priesterweihe und wurde Kaplan in Eisenstadt. 1892 wurde er an die ehemalige Benediktinerabteikirche in Ják versetzt, wo er eine Darstellung der Abteigeschichte schrieb. Er wurde bischöflicher Sekretär in Esztergom. 1894 promovierte er an der Universität Budapest. 1898 wurde er Rektor des ungarischen Collegium Pazmanianum in Wien und Domherr des Erzbistums Esztergom. Er initiierte den Neubau des Pazmaneums 1899–1900.
Nach seiner Ernennung zum Bischof von Győr am 16. Dezember 1901 empfing er am 2. Februar 1902 die Bischofsweihe durch den Erzbischof von Veszprém Károly Hornig. 1911 ernannte ihn Papst Pius X. zum lateinischen Bischof von Nagyvárad/Oradea Mare/Großwardein. In seine dortige Amtszeit fielen der Erste Weltkrieg, das Ende der Habsburgermonarchie und die konfliktreiche Umgliederung seiner Bischofsstadt aus dem Königreich Ungarn in das Königreich Rumänien.
Széchényi war Mitglied des Magnatenhauses des ungarischen Reichstags. Er starb 55-jährig in Budapest. Statt in seiner Bischofskirche wurde er in der Krypta der 1922 von ihm erbauten Herz-Jesu-Kirche in Orosháza westlich der neuen Grenze Ungarns beigesetzt.